# GS Arrone
GS Arrone was een Italiaanse voetbalclub uit Arrone die tot aan 2009 in de Serie D/E speelde. De club werd opgericht in 1980 en de officiële clubkleur was bordeauxrood. De club werd in 2013 opgeheven.